# Znaków szczególnych brak
Znaków szczególnych brak – polski film historyczny z 1978 roku, osnuty na fabule książki Juliana Siemionowa.
Film opowiada o pierwszych latach rewolucyjnej działalności Feliksa Dzierżyńskiego.

## Obsada aktorska
- Piotr Garlicki – Feliks Dzierżynski
- G. Abrikozow – Azef
- Barbara Bargiełowska – Róża Luksemburg
- Donatas Banionis – Harting
- Oleg Basiłaszwili – Kirył Prokopiewicz Nikołajew
- Evi Kiwi – Aldona, siostra Dzierżyńskiego
- Janusz Kłosiński – Zbigniew Norowski
- Danuta Kowalska – Helena Górowska, agentka Ochrany
- Marian Łącki – Julian Marchlewski
- Jerzy Matałowski – Włodzimierz Notten